# Ihor Mihałatiuk
Ihor Wołodymyrowycz Mihałatiuk (ukr. Ігор Володимирович Мігалатюк, ros. Игорь Владимирович Мигалатюк, Igor Władimirowicz Migałatiuk; ur. 27 czerwca 1976 w Czerniowcach) – ukraiński piłkarz, grający na pozycji pomocnika.

## Kariera piłkarska

### Kariera klubowa
Wychowanek miejscowego DJuSSz Bukowyna Czerniowce, w którym rozpoczął karierę piłkarską w 1994 roku. Na początku kariery po występach w latach 1995-1996 w amatorskich drużynach Pidhirja Storożyniec i Mebelnyk Czerniowce, drugoligowym klubie Hałyczyna Drohobycz oraz mołdawskiej Olimpii Bielce w 1997 powrócił do Bukowyny. Latem 2001 został zaproszony do Czornomorca Odessa, w barwach którego zadebiutował w Wyższej lidze Ukrainy. Potem występował w klubach FK Winnica, Spartak Iwano-Frankowsk, Desna Czernihów i Enerhetyk Bursztyn. Latem 2009 kolejny raz powrócił do rodzimej drużyny.

## Sukcesy

### Sukcesy klubowe
- wicemistrz Pierwszej lihi Ukrainy: 2002